# То (роман)
Вижте пояснителната страница за други значения на То.
„То“ е роман на ужаса от американския писател Стивън Кинг. Книгата е една от най-обемистите творби на Кинг – надхвърля 1000 страници. Смятана за една от най-добрите му книги, „То“ разглежда темите за способностите на човешката памет, за детските травми и за грозотата, които са се скрили зад фасадата на малкото и спокойно градче. Тези теми Кинг развива по-късно в други свои романи.

## История
Историята е за седем приятели от град Дери, щата Мейн, и разказът се развива в два различни времеви периода – тяхното детство през 1958 година и 27 години по-късно, вече като възрастни. Разказва се за битката между тази детска приятелска банда и клоунът, който всички наричат „То“ – чудовище, което преследва и убива деца, и се появява веднъж на всеки 27 години в града. Накрая вече порасналите приятели успяват да надвият и да убият чудовището.
Книгата излиза през 1986 и е филмирана през 1990. Филмът носи същото име.